# Tresteg för herrar i friidrott vid olympiska sommarspelen 2008
Herrarnas tresteg vid olympiska sommarspelen 2008 ägde rum 18 och 21 augusti i Pekings Nationalstadion. 

## Medaljörer
| Event   | Guld                  | Guld    | Silver                        | Silver  | Brons                | Brons   |
| Tresteg | Nelson Évora Portugal | 17,67 m | Phillips Idowu Storbritannien | 17,62 m | Leevan Sands Bahamas | 17,59 m |

## Kvalificering
Längden för att kvalificera sig till OS var 17,10 m (A-kvalgräns) och 16,80 m (B-kvalgräns).

## Rekord
Före tävlingarna gällde dessa rekord:
| Världsrekord     | Jonathan Edwards | 18,29 m | Göteborg, Sverige | 7 augusti 1995  |
| Olympiskt rekord | Kenny Harrison   | 18,09 m | Atlanta, USA      | 27 augusti 1996 |

## Resultat

### Kval
| Placering | Grupp | Namn                        | Nationalitet   | 1            | 2            | 3            | Märke | Noteringar |
| --------- | ----- | --------------------------- | -------------- | ------------ | ------------ | ------------ | ----- | ---------- |
| 1         | A     | Phillips Idowu              | Storbritannien | 17.44 (+1.0) |              |              | 17.44 | Q          |
| 2         | A     | Nelson Évora                | Portugal       | x            | 17.34 (+1.1) |              | 17.34 | Q, SB      |
| 3         | B     | Li Yanxi                    | Kina           | 16.93 (+0.6) | 16.83 (-0.5) | 17.30 (+0.6) | 17.30 | Q, PB      |
| 4         | A     | Arnie David Giralt          | Kuba           | 17.30 (+0.9) |              |              | 17.30 | Q          |
| 5         | B     | Leevan Sands                | Bahamas        | 17.25 (+0.5) |              |              | 17.25 | Q          |
| 6         | A     | Igor Spasovchodskij         | Ryssland       | 16.79 (+1.8) | 16.85 (+1.2) | 17.23 (+0.4) | 17.23 | Q          |
| 7         | B     | Onochie Achike              | Storbritannien | x            | 17.18 (+1.1) |              | 17.18 | Q          |
| 8         | A     | Marian Oprea                | Rumänien       | x            | 16.99 (-0.1) | 17.17 (-0.7) | 17.17 | Q          |
| 9         | A     | Jadel Gregório              | Brasilien      | 17.15 (+0.4) |              |              | 17.15 | Q          |
| 10        | B     | Héctor Dairo Fuentes        | Kuba           | 16.73 (+0.3) | 16.42 (+0.8) | 17.14 (+1.1) | 17.14 | Q          |
| 11        | B     | Momchil Karailiev           | Bulgarien      | 17.06 (+0.4) | 17.12 (+0.6) |              | 17.12 | Q          |
| 12        | A     | Viktor Kuznjetsov           | Ukraina        | 16.70 (+0.8) | 17.11 (+0.1) |              | 17.11 | Q          |
| 13        | A     | Alexis Copello              | Kuba           | 17.09 (+0.6) | 16.92 (+0.1) | x            | 17.09 |            |
| 14        | A     | Dmitrij Valukevic           | Slovakien      | x            | 16.86 (+0.4) | 17.08 (+0.5) | 17.08 |            |
| 15        | B     | Randy Lewis                 | Grenada        | x            | 17.06 (+0.6) | x            | 17.06 |            |
| 16        | B     | Mjkola Savolajnen           | Ukraina        | 17.00 (+0.9) | 16.55 (+0.5) | 16.29 (+0.5) | 17.00 | SB         |
| 17        | B     | Aleksandr Petrenko          | Ryssland       | 16.84 (+0.6) | 16.97 (+1.1) | 16.74 (+0.9) | 16.97 |            |
| 18        | A     | Kim Deok-Hyeon              | Sydkorea       | 16.68 (+0.4) | 14.68 (+1.0) | 16.88 (+0.4) | 16.88 |            |
| 19        | A     | Rafeeq Curry                | USA            | x            | 16.23 (+1.7) | 16.88 (+0.4) | 16.88 |            |
| 20        | B     | Nathan Douglas              | Storbritannien | 16.45 (+0.8) | 16.68 (+1.2) | 16.72 (+0.1) | 16.72 |            |
| 21        | A     | Fabrizio Donato             | Italien        | 16.10 (+0.4) | x            | 16.70 (+0.1) | 16.70 |            |
| 22        | B     | Danil Burkenja              | Ryssland       | 16.44 (+0.5) | 16.69 (+1.0) | 15.65 (+0.5) | 16.69 |            |
| 23        | B     | Dimitrios Tsiamis           | Grekland       | 16.37 (+0.6) | 16.65 (+1.0) | 16.48 (+0.5) | 16.65 |            |
| 24        | B     | Vladimir Letnicov           | Moldavien      | 16.62 (+0.5) | x            | x            | 16.62 |            |
| 25        | A     | Kenta Bell                  | USA            | 16.55 (+0.9) | x            | 16.17 (0.0)  | 16.55 |            |
| 26        | B     | Viktor Jastrebov            | Ukraina        | x            | x            | 16.52 (+0.4) | 16.52 |            |
| 27        | A     | Dzmitrj Platnitski          | Belarus        | 16.51 (+0.1) | x            | x            | 16.51 |            |
| 28        | A     | Jefferson Sabino            | Brasilien      | 16.12 (+0.6) | 16.45 (+1.0) | x            | 16.45 |            |
| 29        | B     | Colomba Fofana              | Frankrike      | 16.42 (+1.2) | 15.47 (+0.6) | x            | 16.42 |            |
| 30        | A     | Roman Valijev               | Kazakstan      | x            | 16.20 (+0.6) | 15.93 (+0.3) | 16.20 |            |
| 31        | A     | Ibrahim Mohamdein Aboubaker | Qatar          | 16.03 (+0.4) | 16.02 (+1.4) | 15.90 (+0.1) | 16.03 |            |
| 32        | B     | Hugo Mamba-Schlick          | Kamerun        | 16.01 (+0.3) | 14.98 (+0.6) | x            | 16.01 |            |
| 33        | B     | Aarik Wilson                | USA            | x            | 15.51 (+0.8) | 15.97 (+0.9) | 15.97 |            |
| 34        | B     | Gu Junjie                   | Kina           | 15.94 (+1.0) | 15.87 (+0.8) | x            | 15.94 |            |
| 35        | B     | Renjith Maheshwary          | Indien         | 15.77 (+0.5) | x            | 15.51 (0.5)  | 15.77 |            |
| 36        | A     | Zhong Minwei                | Kina           | 15.59 (+0.4) | x            | 14.91 (0.8)  | 15.59 |            |
| 37        | A     | Redzep Selman               | Makedonien     | 14.98 (+0.5) | 15.29 (+1.6) | 15.28 (+0.2) | 15.29 |            |
| 99        | B     | Ndiss Kaba Badji            | Senegal        | x            | x            | -            | NM    |            |
| 99        | B     | Tarik Bouguetaïb            | Marocko        | x            | x            | x            | NM    |            |

### Final
| Placering | Namn                 | Nationalitet   | 1     | 2     | 3     | 4     | 5     | 6     | Resultat | Noteringar |
| --------- | -------------------- | -------------- | ----- | ----- | ----- | ----- | ----- | ----- | -------- | ---------- |
| 1         | Nelson Évora         | Portugal       | 17.31 | 17.56 | x     | 17.67 | 17.24 | 16.52 | 17.67    | SB         |
| 2         | Phillips Idowu       | Storbritannien | 17.51 | 17.31 | 17.62 | x     | 17.26 | 16.41 | 17.62    | SB         |
| 3         | Leevan Sands         | Bahamas        | 16.91 | 16.55 | 17.59 | 17.26 | 17.32 | x     | 17.59    | NR         |
| 4         | Arnie David Giralt   | Kuba           | 17.27 | 17.52 | 17.24 | 17.48 | x     | 17.08 | 17.52    | PB         |
| 5         | Marian Oprea         | Rumänien       | 17.22 | x     | x     | x     | x     | 16.69 | 17.22    |            |
| 6         | Jadel Gregório       | Brasilien      | 17.14 | 16.55 | 13.79 | 16.83 | 16.78 | 17.20 | 17.20    |            |
| 7         | Onochie Achike       | Storbritannien | 16.74 | x     | 17.17 | x     | 17.04 | x     | 17.17    |            |
| 8         | Viktor Kuznjetsov    | Ukraina        | 16.71 | 16.87 | x     | 16.81 | 16.48 | x     | 16.87    |            |
|           |                      |                |       |       |       |       |       |       |          |            |
| 9         | Igor Spasovchodskij  | Ryssland       | 16.79 | 16.37 | 15.63 |       |       |       | 16.79    |            |
| 10        | Li Yanxi             | Kina           | 15.93 | 16.35 | 16.77 |       |       |       | 16.77    |            |
| 11        | Momchil Karailiev    | Bulgarien      | 16.48 | 16.39 | 16.38 |       |       |       | 16.48    |            |
| 12        | Héctor Dairo Fuentes | Kuba           | 15.92 | x     | 16.28 |       |       |       | 16.28    |            |

 VR - Världsrekord / =SB - Tangerat säsongsbästa / PB - Personbästa / SB - Säsongsbästa